# Konkani
 (mars 2015).
Si vous disposez d'ouvrages ou d'articles de référence ou si vous connaissez des sites web de qualité traitant du thème abordé ici, merci de compléter l'article en donnant les références utiles à sa vérifiabilité et en les liant à la section « Notes et références ».
Le konkani est une des 22 langues officielles parlées en Inde, par plus de 7 millions de personnes, dans le nord et le centre de la bande côtière du Maharashtra, entre la côte de Konkan (d'où son nom) et les ghâts occidentaux. Elle est langue officielle à Goa, au Karnataka, au Dadra et Nagar Haveli et au Kerala. Dans la partie sud de sa zone d'extension, il est appelé gomântakî. C'est une langue de la famille indo-européenne, groupe indo-iranien, branche indienne.

## Présentation
Le prêtre jésuite Thomas Stephens (1549-1619), le premier Anglais en Inde (mais installé à Goa), rédigea la première grammaire konkani, composa un catéchisme et traduisit en konkani le Nouveau Testament. Le konkani est noté en écriture kannara.
Toutefois, face au nationalisme marathe et à la volonté d'éradiquer toute forme de culture dissidente, les autorités de l'Inde portugaise, avec la complicité des religieux catholiques, luttèrent contre l'usage de la langue konkani sur leur territoire de Goa aux XVIIIe et XIXe siècles et détruisirent nombre de livres de l'ancienne littérature konkani. Cette inquisition provoqua la disparition de l'écriture propre à la langue qu'est le goykanadi (en), système proche de l'alphasyllabaire kannada.
Actuellement, le konkani peut être écrit avec les alphabets balbodh (marathe), devanagari, latin, tigalari (toulou), malayalam et kannada. L'usage officiel se limite cependant au devanagari, tandis que la majeure partie des Goanais utilisent pour leur part dans la vie de tous les jours l'alphabet latin. À la différence de Goa, au Karnataka, les konkanophones notent leur langue en alphasyllabaire kannada, écriture qu'ils défendent face à l'imposition du devanagari, perçue comme une assimilation forcée à l'Inde du Nord.
Le konkani, du fait de la colonisation portugaise, comporte un grand nombre d'emprunts au portugais.
Noms alternatifs : bankoti, concani, concorinum, cugani, goanais, gomataki, gomotaki, komkani, konkan, kunabi.